# 晶體電腦

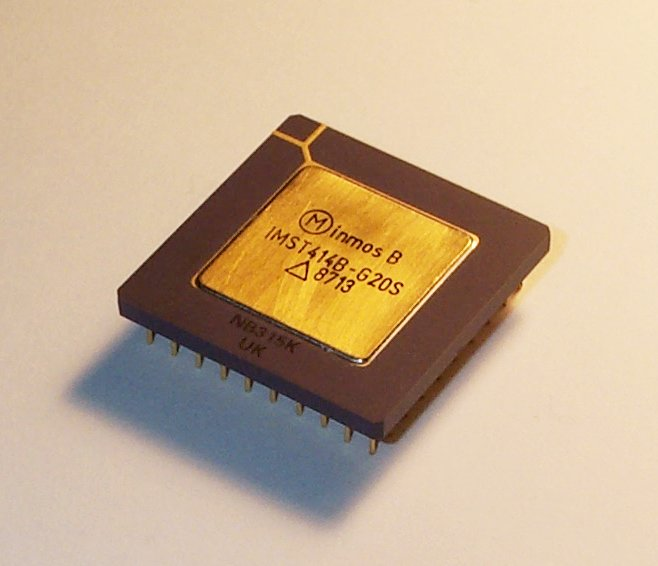
T414 晶體電腦晶片

晶體電腦（英語：Transputer），一種微處理機架構，在1980年代開始被提出，具有整合記億體（integrated memory）和串行通信鏈路，可用於平行運算。它可能是下一代處理器的主要架構，對计算机系统结构提出了許多新的看法。它由一間位於英國布里斯托的晶片製造公司，Inmos，所發展。